# Offenheim
Offenheim település Németországban, Rajna-vidék-Pfalz tartományban. Lakosainak száma 648 fő (2023. december 31.). Offenheim Mauchenheim, Orbis, Erbes-Büdesheim, Oberwiesen, Bechenheim, Morschheim, Kriegsfeld, Nieder-Wiesen és Nack községekkel határos.

## Népesség
A település népességének változása:
| Lakosok száma | 489  | 560  | 559  | 524  | 510  | 622  | 667  | 675  | 666  | 648  |
|               | 1815 | 1861 | 1867 | 1870 | 1875 | 2014 | 2017 | 2019 | 2022 | 2023 |